# Woolwich Town Hall
Woolwich Town Hall is een monumentaal gebouw in het zogenaamde Bathway Quarter in het historische centrum van Woolwich, in het zuidoosten van de Britse metropool Groot-Londen. Het gebouw was van 1905 tot 1965 het gemeentehuis van de Metropolitan Borough of Woolwich en is sindsdien de hoofdzetel van de Royal Borough of Greenwich. Het is een beschermd bouwwerk (Grade II*).

## Geschiedenis

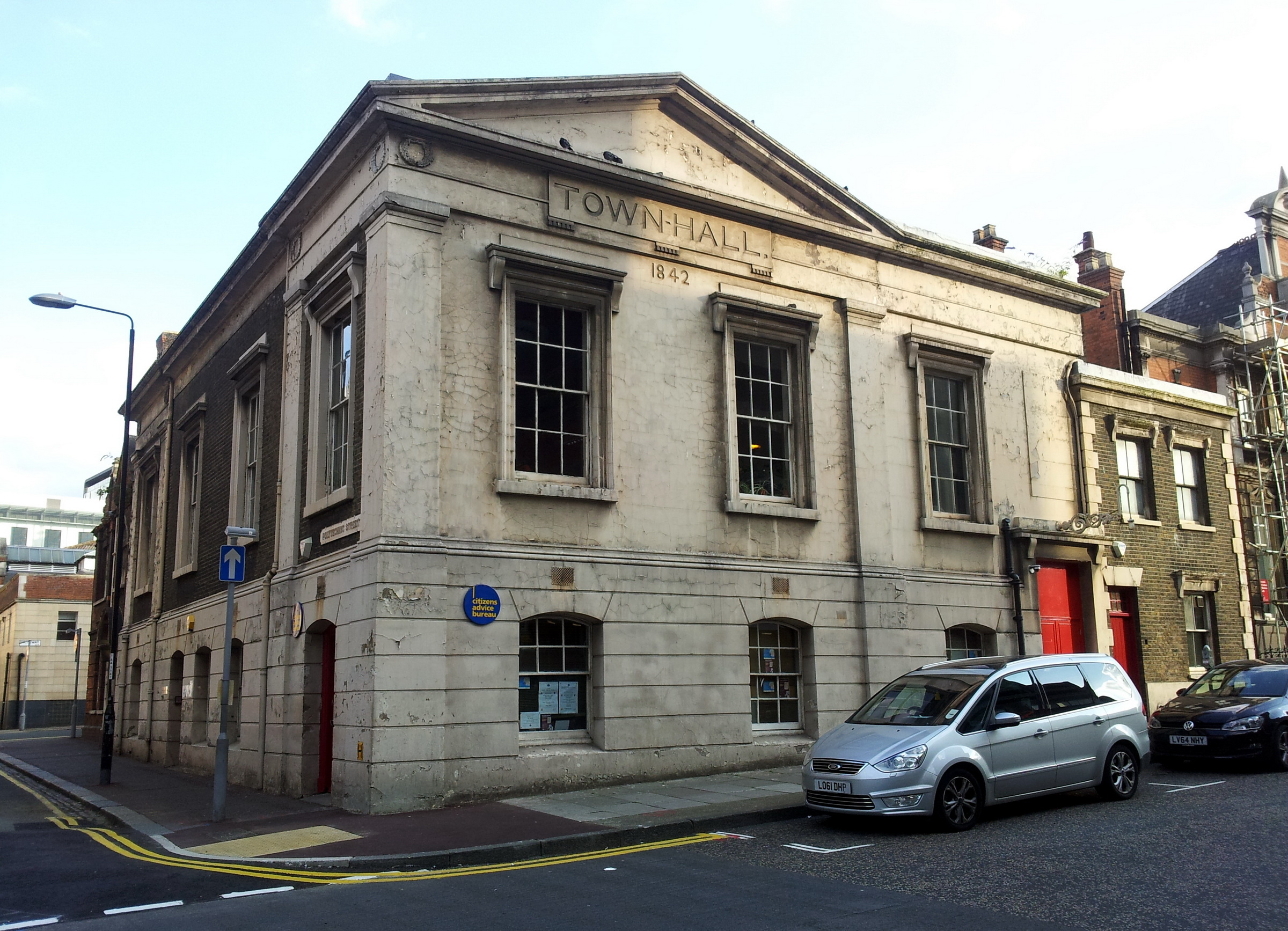
Oude stadhuis van Woolwich

Woolwich Town Hall is het derde stadhuis van Woolwich, dat van 1903-05 gebouwd werd vlak bij het tweede en nog bestaande stadhuis uit 1842. Daarvoor was het gemeentebestuur van Woolwich, toen nog een civil parish binnen het graafschap Kent, gevestigd in een ruimte naast het plaatselijk armenhuis. In 1855 trad de Metropolis Management Act in werking, waarbij elke parish binnen de toenmalige Londense agglomeratie een eigen bestuur kreeg. In 1889 werd het graafschap Londen gevormd, waarvan de civil parish Woolwich vanaf dat moment deel uitmaakte. Het oude stadhuis werd gedeeld met het County Court, een regionale rechtbank, een situatie die op den duur onhoudbaar bleek.
Het nieuwe stadhuis was bedoeld voor de in 1900 opgerichte Metropolitan Borough of Woolwich, een samenvoeging van drie parishes (Woolwich, Plumstead en Eltham). Nieuwe gebouwen voor de politie en de rechtbanken County Court en Magistrates' Court verrezen in de nabijheid, zodat zich hier een administratief centrum vormde. De opening van het stadhuis in 1906 vond op verzoek van de raad plaats door het socialistische parlementslid Will Crooks, zonder koninklijke aanwezigheid, wat zeer ongebruikelijk was. Wel werd het gebouw ingezegend door de bisschop van Woolwich. In 1929-30 vond een kleine uitbreiding plaats aan Polytechnic Street, de zogenaamde Town Hall Annexe.
In 1965 werd de Metropolitan Borough of Woolwich opgeheven en grotendeels samengevoegd met Greenwich (een klein deel ten noorden van de Theems ging naar Newham). Woolwich Town Hall werd daarna het gemeentehuis van de London Borough of Greenwich, later Royal Borough of Greenwich geheten. Door ruimtegebrek moesten steeds meer dependances worden benut, onder andere het uit de jaren 1970 daterende Peggy Middleton House (gesloopt omstreeks 2010). In 2011 opende tegenover het stadhuis aan Wellington Street the Woolwich Centre, een groot gebouw met onder andere een bibliotheek en kantoren voor gemeentediensten.
De twee historische stadhuizen van Woolwich, samen met de voormalige bibliotheek, het voormalige politiebureau, de voormalige gerechtsgebouwen, enkele gebouwen van het Woolwich Polytechnic en het oude badhuis, vormen thans het Bathway Quarter, dat een staalkaart is van Londense architectuurstijlen uit de 19e en vroege 20e eeuw.

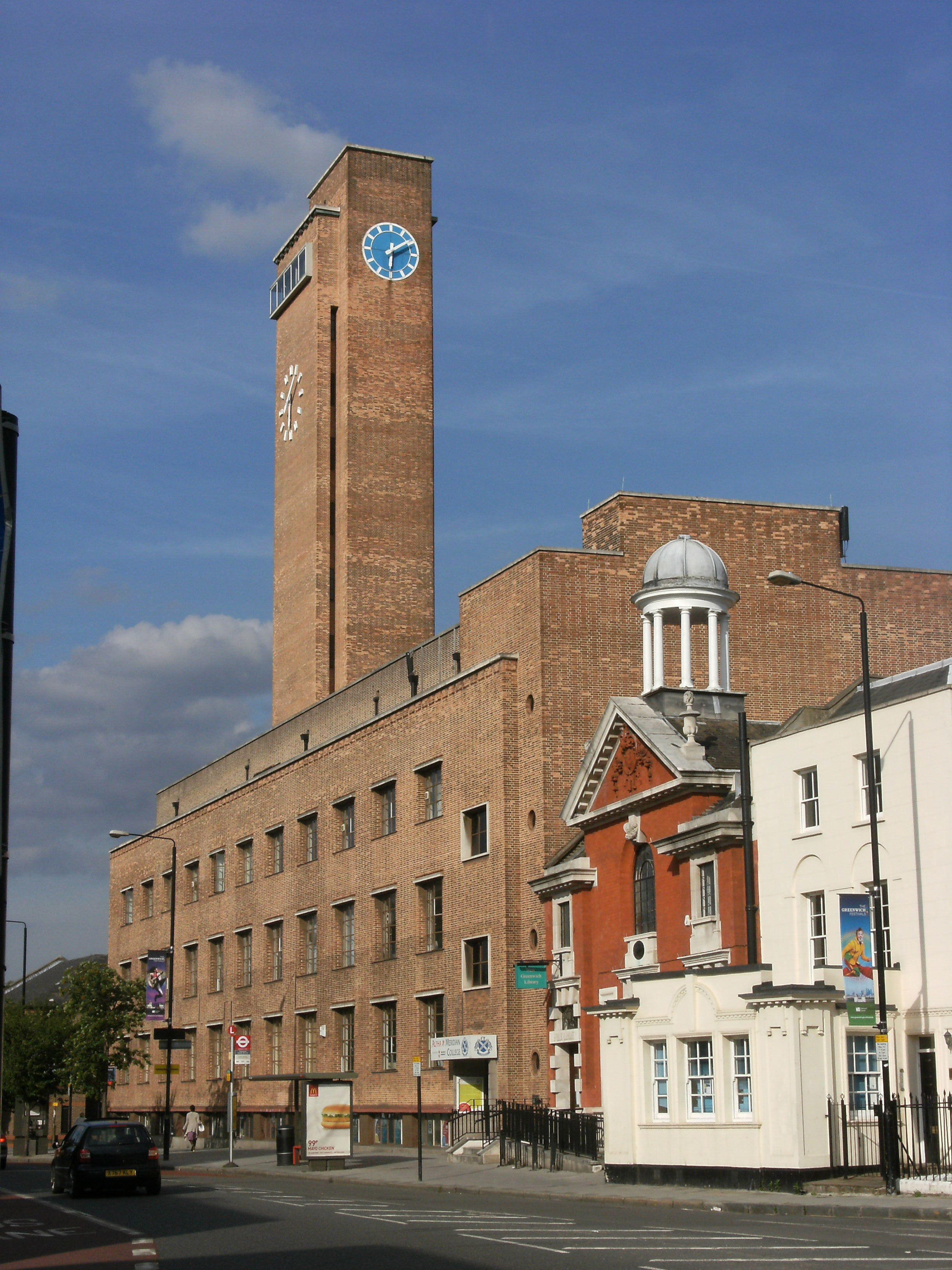
Oude stadhuis van Greenwich
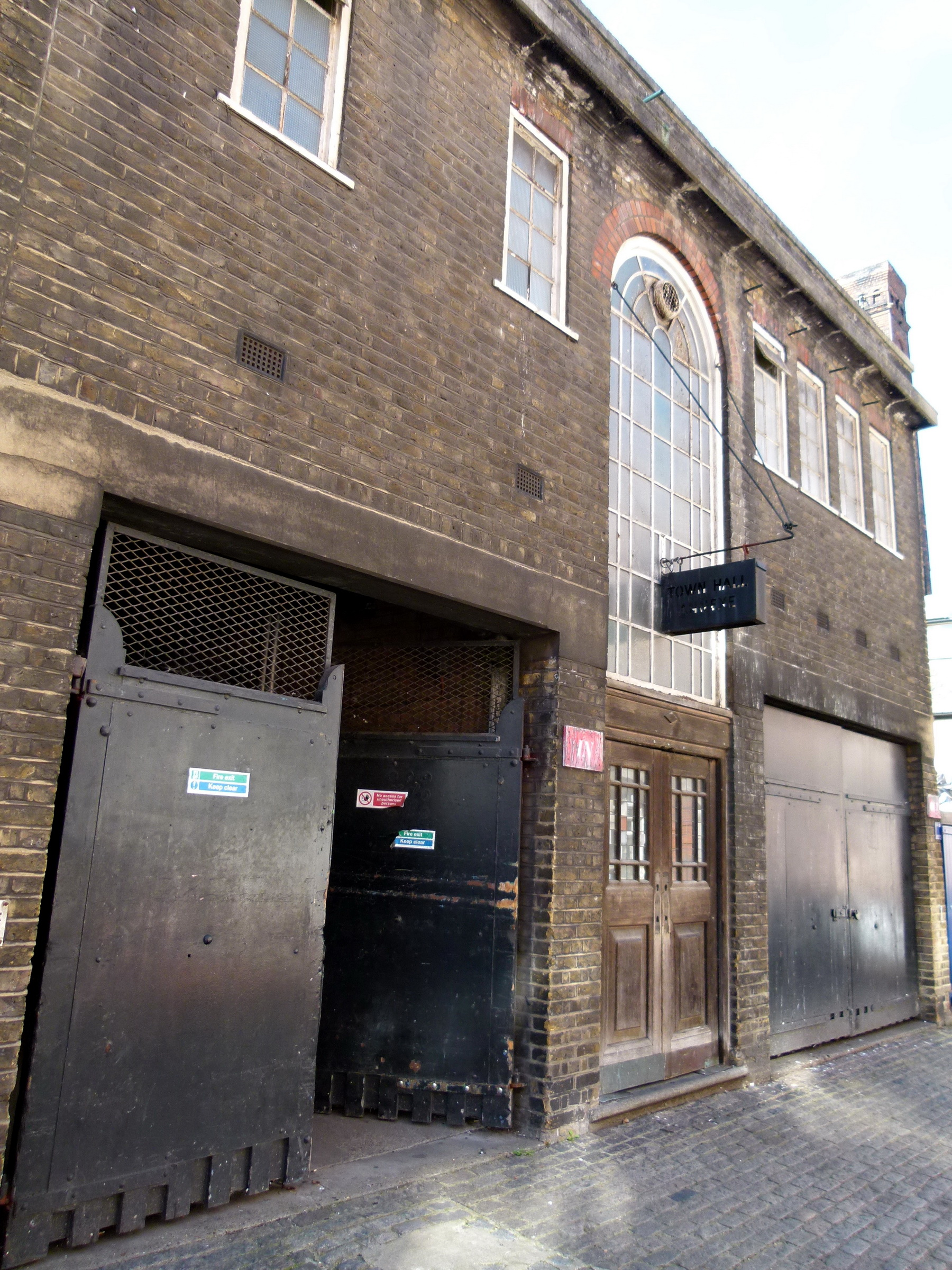
Woolwich Town Hall Annexe
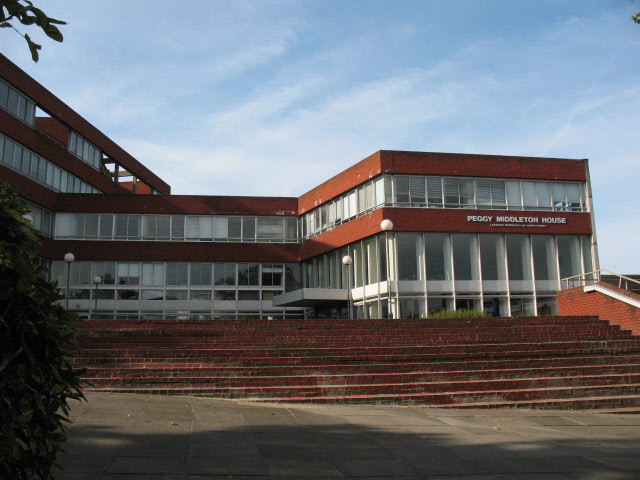
Peggy Middleton House
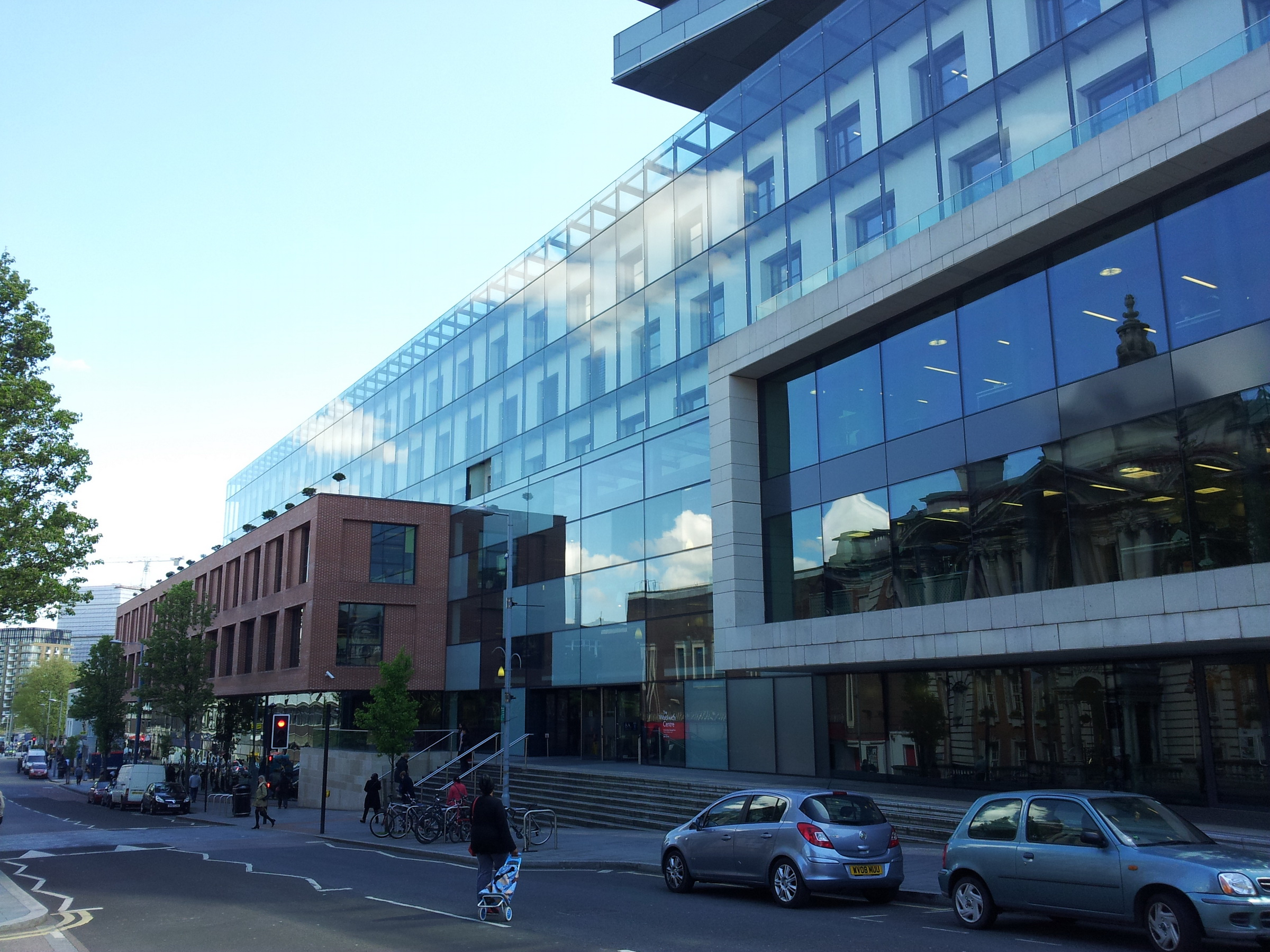
The Woolwich Centre

## Beschrijving

### Exterieur
Het stadhuis van Woolwich uit 1903-05 is een ontwerp van de architect Alfred Brumwell Thomas, die eerder het stadhuis van Belfast bouwde. Het gebouw in de stijl van de neobarok (Edwardian Baroque) heeft fraaie baksteengevels en twee uitbundig gedecoreerde ingangspartijen, zowel aan Market Street als aan Wellington Street. Met name laatstgenoemde gevel, met een imposante zuilengalerij en "gebroken" frontons van Portlandsteen, is bedoeld om indruk te maken. Hier bevindt zich de ingang tot het bestuursgedeelte; de ingang tot de public hall, voorheen een soort evenementenzaal, bevindt zich aan Market Street. Deze ingang is versierd met militaire en maritieme symbolen. De Italiaans aandoende klokkentoren is 40 m hoog. Op het dak bevinden zich zes koepels, die van verre zeer herkenbaar zijn in het stadssilhouet.

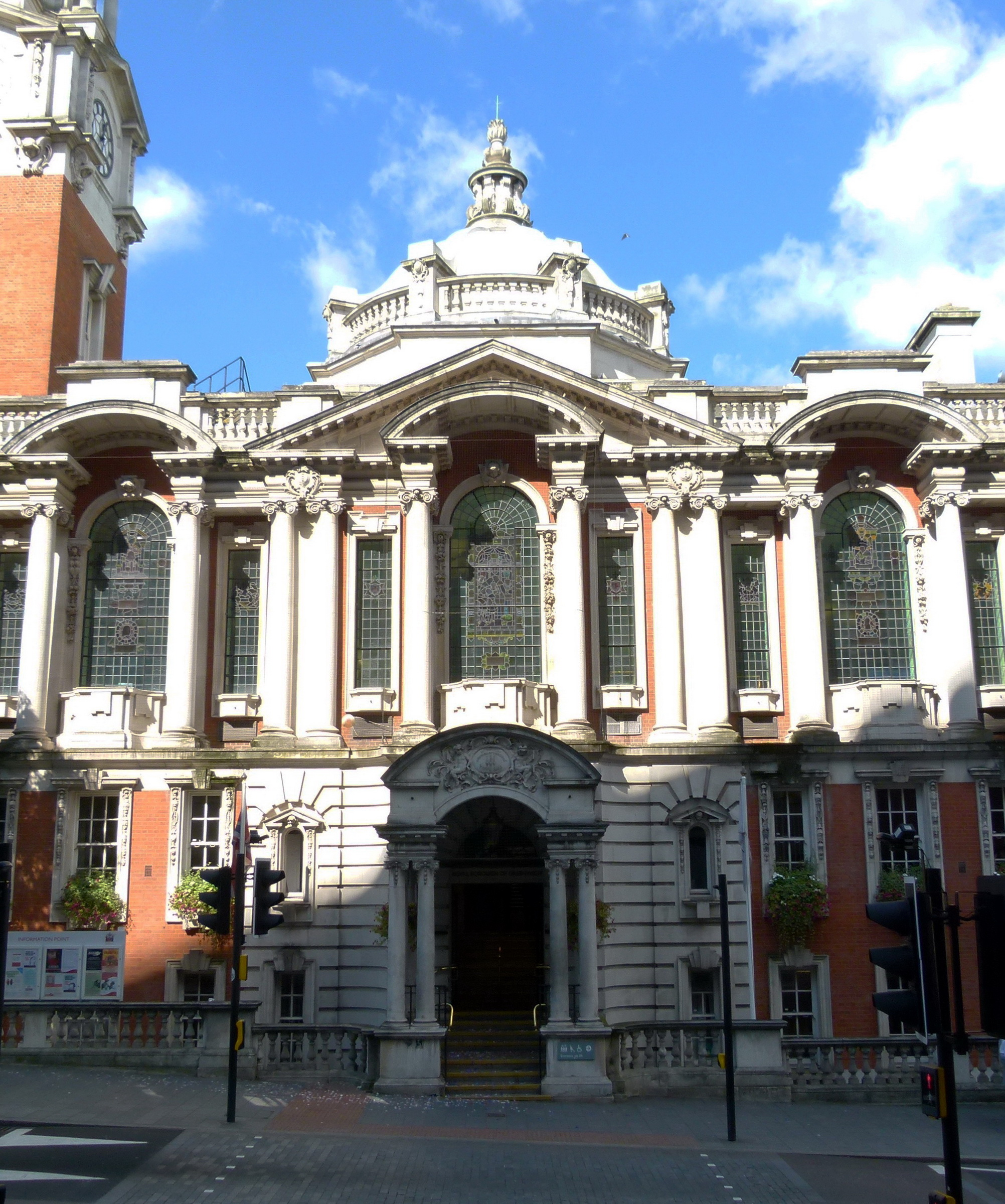
Entree Wellington Street
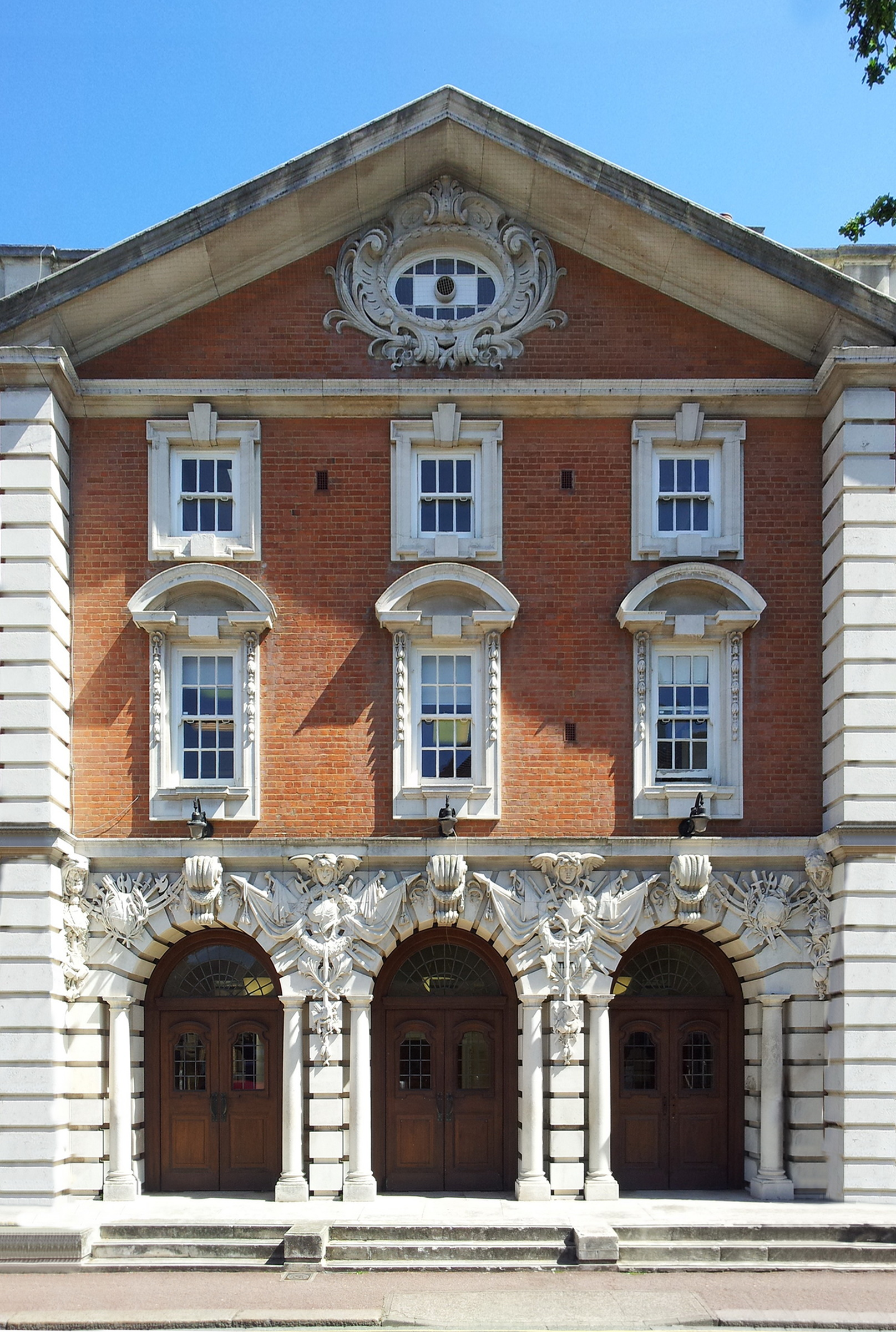
Entree Market Street
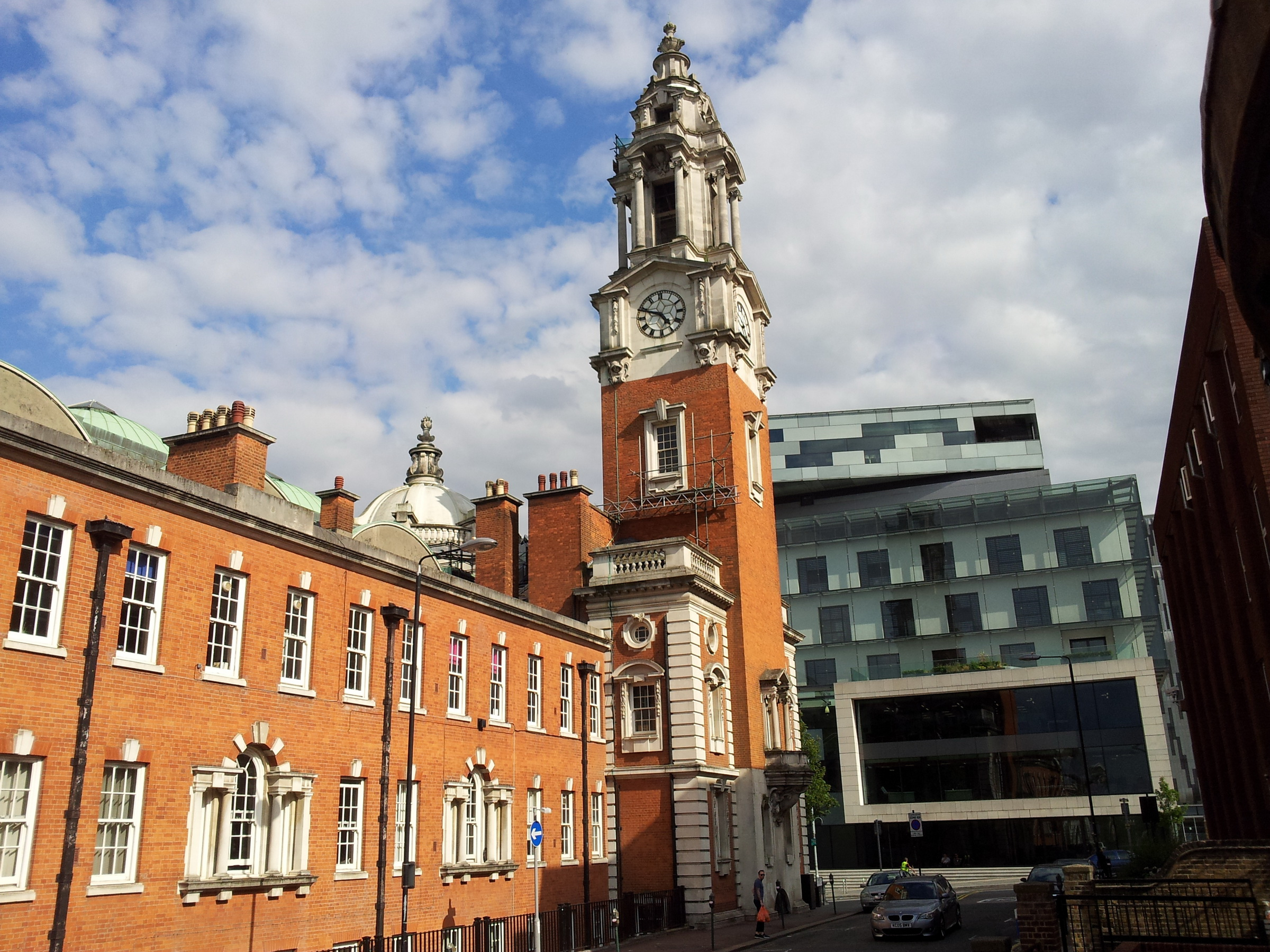
Façade Market Street
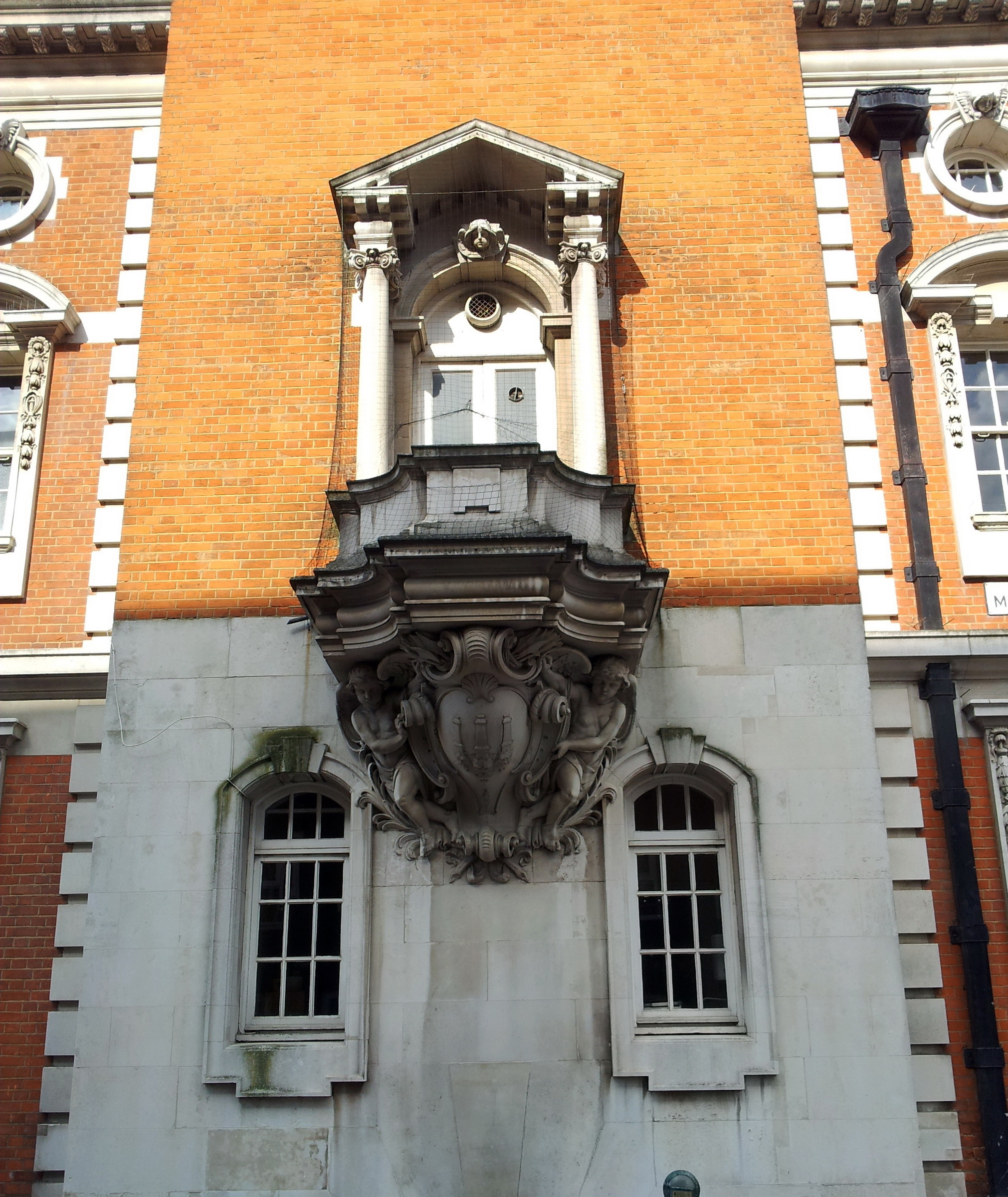
Detail stadhuistoren

### Interieur
Bij de entree aan de kant van Wellington Street bevindt zich de grote en rijkversierde Victoria Hall. De hall wordt gedomineerd door een meer dan levensgroot marmeren standbeeld van koningin Victoria door F.W. Pomeroy. Op de trappen aan weerszijden bevinden zich herinneringsplaquettes van oorlogsslachtoffers. De hal wordt tevens gebruikt als tentoonstellingshal en verkiezingscentrum. De Public Hall bevindt zich midden in het gebouw en is te bereiken via Market Street. De zaal heeft een grote koepel en biedt plaats aan 750 toeschouwers. In het gebouw zijn gebrandschilderde ramen te zien met lokaal-historische afbeeldingen, zoals de ontvangst van drie koningen in Eltham Palace in 1374, de tewaterlating van de Henry Grace à Dieu in Woolwich Dockyard in 1514 en het verblijf van Samuel Pepys in Woolwich in de 17e eeuw. De ramen zijn in 1904 vervaardigd door Geoffrey Webb. Ook het houtsnijwerk en sierstucwerk zijn noemenswaardig.

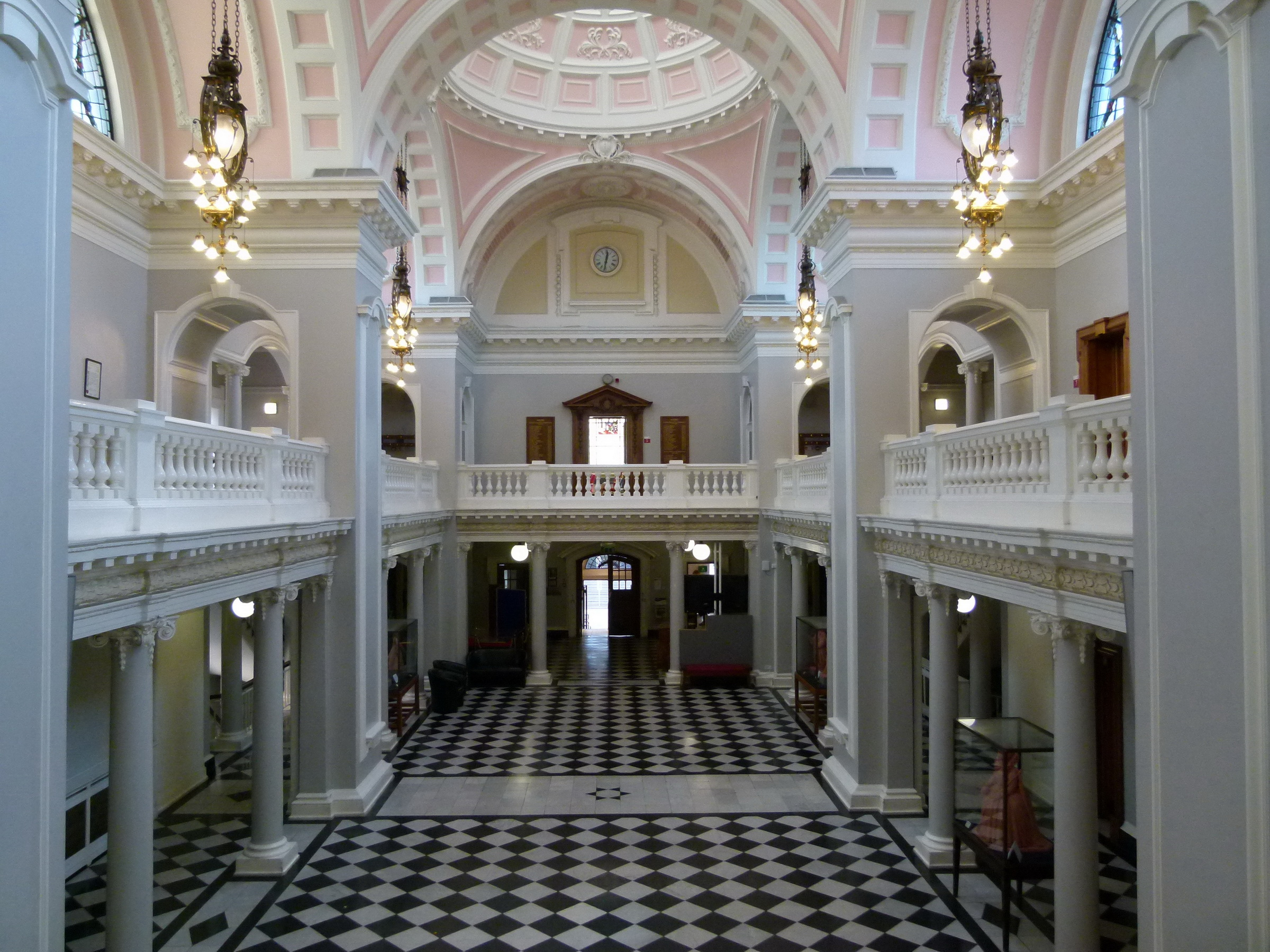
Overzicht Victoria Hall
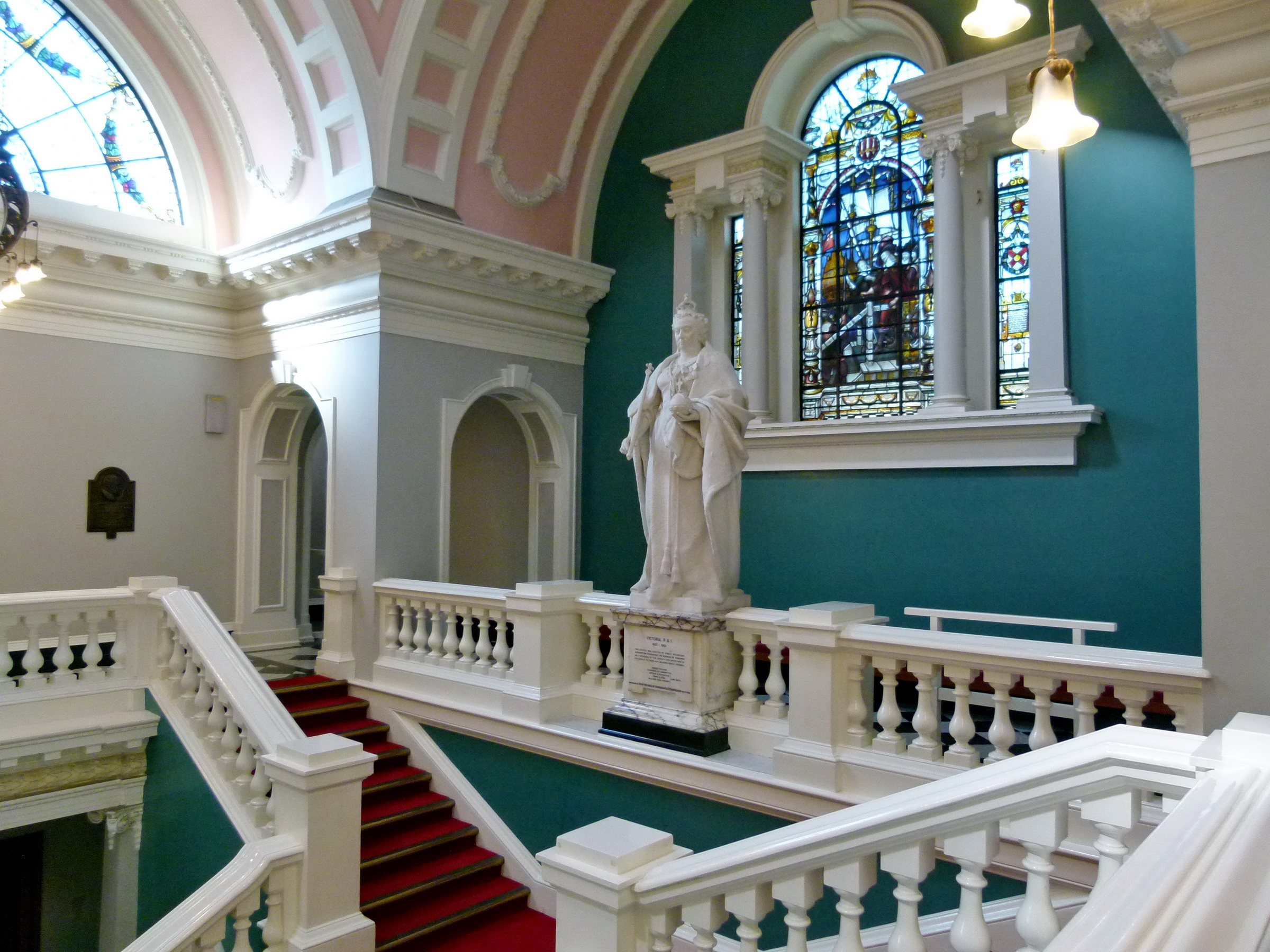
Trappenhuis met standbeeld
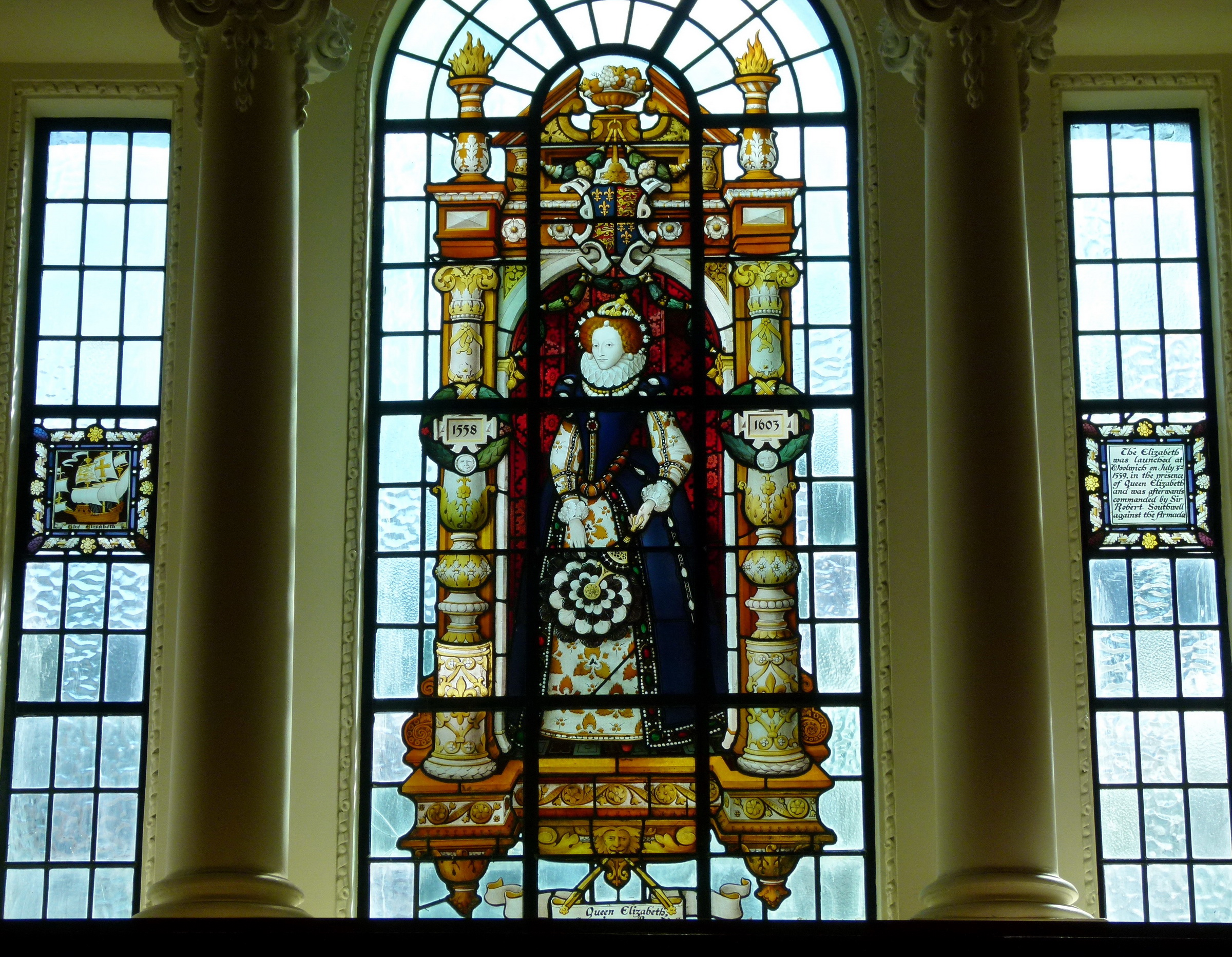
Glas-in-loodramen
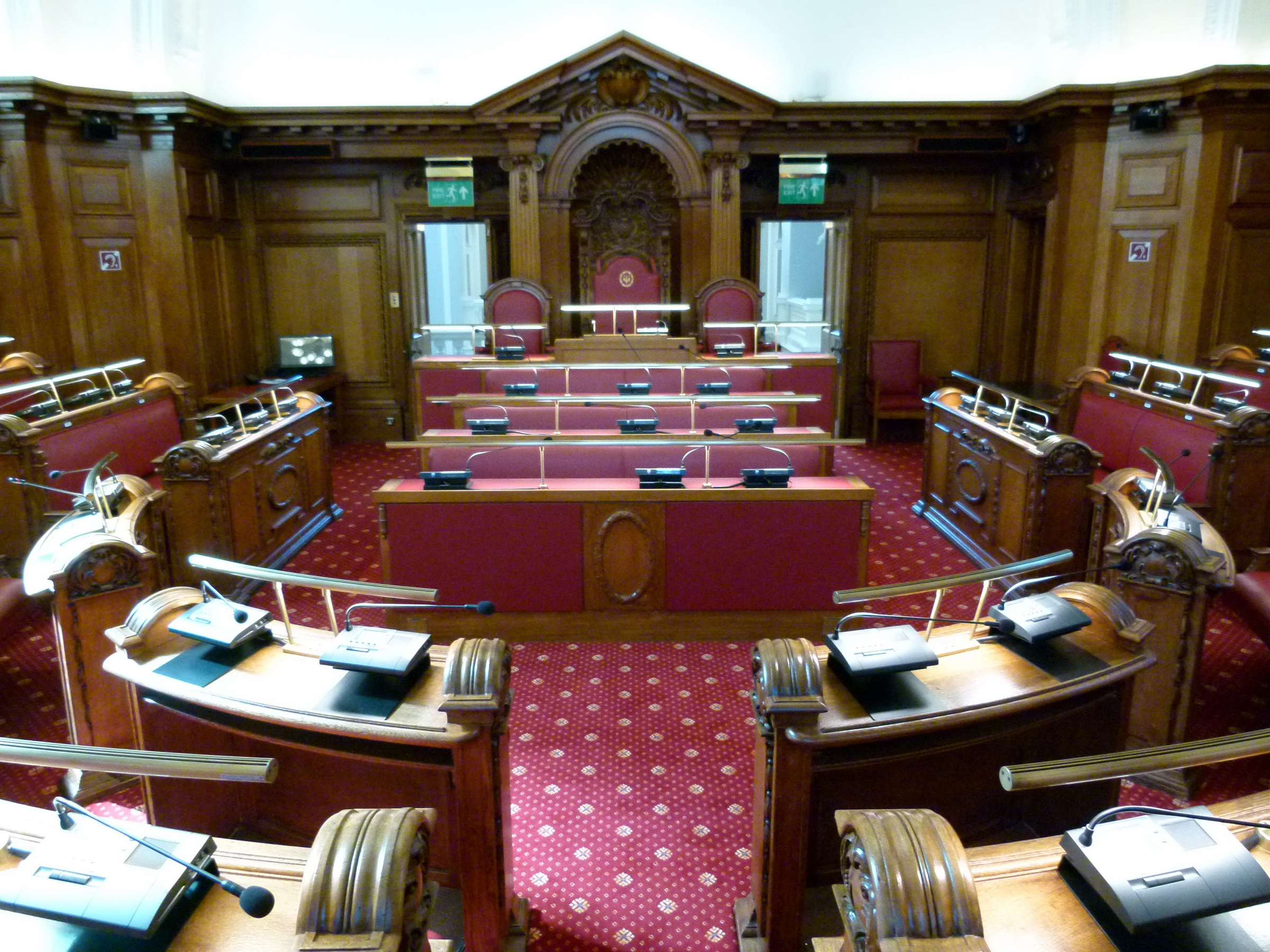
Raadzaal